# Руженцев, Василий Ермолаевич
Василий Ермолаевич Руженцев (04 апреля 1899 — 12 октября 1978) — русский палеомалаколог и геолог, доктор биологических наук, Ленинская премия (1967).

## Биография
Родился 4 апреля 1899 года в селе Половитники Духовщинского уезда, Смоленская губерния.
В 1927 году окончил Московскую горную академию.
В 1937—1978 годах работал в Палеонтологическом институте, сначала как Зав. отделом (1937—1950), а затем — зав. лабораторией (1950—1975).
С 1959 года — Заместитель главного редактора, с 1966 — главный редактор «Палеонтологического журнала».
В 1969—1978 годах — председатель комиссии по головоногим моллюскам.
Первый заместитель главного редактора «Основ палеонтологии». Профессор.
Скончался в Москве 12 октября 1978 года. Похоронен на Хованском (Центральном) кладбище.

### Семья
- Сын — Руженцев, Сергей Васильевич (1935—2012) — учёный-геолог, палеонтолог.

## Награды
- орден Трудового Красного Знамени (12.04.1969)
- орден «Знак Почёта» (27.03.1954)
- Ленинская премия (1967)
- Премия МОИП (1981)

## Труды
Автор более 120 научных публикаций, в том числе 17 монографий.
Среди них:
- Систематика и эволюция семейств Pronoritidae Frech и Medlicottiidae Karpinsky (1949, Тр. ПИН, Т.19. 199 c.).
- Верхнекаменноугольные аммониты Урала (1950, Тр. ПИН, Т.29. 223 c.).
- Нижнепермские аммониты Южного Урала. I, II (1951, 1956, Тр. ПИН, Т.33, 60. 186 c. 271 c.).
- Принципы систематики, система и филогения палеозойских аммоноидей (1960, Тр. ПИН, Т.83. 331 c.).
- Развитие и смена морских организмов на рубеже палеозоя и мезозоя (в соавт., 1965, Тр. ПИН, Т.108)
- Намюрский этап в эволюции аммоноидей (в соавт., 1971, Тр. ПИН, Т.133. 382 c.).
- Руженцев В. Е., Богословская М. Ф. Намюрский этап в эволюции аммоноидей. Поздненамюрские аммоноидеи // Труды ПИН, 1978. Т.167. 336 c.